# والتش (منطقه تربیچ)
والتش (به چکی: Valeč) یک منطقهٔ مسکونی در جمهوری چک است که در منطقه تربیچ واقع شده‌است.
 والتش ۱۰٫۷۱ کیلومتر مربع مساحت و ۶۴۶ نفر جمعیت دارد و ۴۳۸ متر بالاتر از سطح دریا واقع شده‌است.